# Ufboj
Ufboj (идиш אופבוי‎) — журнал на языке идиш, издававшийся в Риге, Латвия. Журнал был основан как ежемесячный политико-литературный журнал ежедневной газетой «Kamf» в октябре 1940 года. Первоначально тираж был 3000 экземпляров. В первом выпуске было 79 страниц. Ufboj использовал написание на идиш. Известный журналист Макс Шац-Анин внёс значительный вклад в публикацию. Значительное число писателей на идиш из разных советских республик (включая новые советские республики Литву и Молдавию) были впервые опубликованы в Ufboj.
В феврале 1941 года, после прекращения издания «Kamf», «Ufboj» был преобразован в двухмесячный орган Коммунистической партии Латвии. Х. Марголис был редактором Ufboj, Б. Шнайд стал его заместителем. Формат был изменен с 25х17 см на 36х25 см. К февралю 1941 года тираж увеличился до 5000 экземпляров. К апрелю тираж увеличился до 6000 экземпляров. Двенадцатый и последний номер журнала «Ufboj» за 1941 год был опубликован в июне 1941 года.